# Kümmernitztal
Kümmernitztal là một đô thị thuộc huyện Prignitz, bang Brandenburg, Đức.